# Erondegemse Pijl 2014
La 4e édition de l'Erondegemse Pijl a eu lieu le 2 août 2014. Elle fait partie de la Lotto Cycling Cup 2014 et du calendrier UCI en catégorie 1.2.

## Classements

### Classement final
| \| Classement général \| Classement général \| Classement général \| Classement général \| Classement général \| \| Coureuse \| Coureuse \| Pays \| Équipe \| Temps \| \| ------------------ \| ---------------------- \| ------------------ \| ------------------------------- \| ------------------ \| \| 1re \| Ann-Sophie Duyck \| Belgique \| Autoglas Wetteren \| 3 h 08 min 51 s \| \| 2e \| Liesbet De Vocht \| Belgique \| Lotto Belisol Ladies \| + 8 s \| \| 3e \| Désirée Ehrler \| Suisse \| Bigla \| + 8 s \| \| 4e \| Nina Kessler \| Pays-Bas \| Boels Dolmans \| + 8 s \| \| 5e \| Annelies Van Doorslaer \| Belgique \| Futurumshop.nl-Zannata \| + 8 s \| \| 6e \| Élise Delzenne \| France \| Specialized-Lululemon \| + 8 s \| \| 7e \| Fiona Dutriaux \| France \| Poitou-Charentes.Futuroscope.86 \| + 8 s \| \| 8e \| Sofie De Vuyst \| Belgique \| Futurumshop.nl-Zannata \| + 8 s \| \| 9e \| Irene San Sebastián \| Espagne \| Bizkaia-Durango \| + 8 s \| \| 10e \| Annelies Dom \| Belgique \| Futurumshop.nl-Zannata \| + 8 s \| |                        |          |                                 |                 |
| |                        |          |                                 |                 |
| Source : Cycling Quotient |                        |          |                                 |                 |
| Classement général |                        |          |                                 |                 |
| Coureuse | Coureuse               | Pays     | Équipe                          | Temps           |
| 1re | Ann-Sophie Duyck       | Belgique | Autoglas Wetteren               | 3 h 08 min 51 s |
| 2e | Liesbet De Vocht       | Belgique | Lotto Belisol Ladies            | + 8 s           |
| 3e | Désirée Ehrler         | Suisse   | Bigla                           | + 8 s           |
| 4e | Nina Kessler           | Pays-Bas | Boels Dolmans                   | + 8 s           |
| 5e | Annelies Van Doorslaer | Belgique | Futurumshop.nl-Zannata          | + 8 s           |
| 6e | Élise Delzenne         | France   | Specialized-Lululemon           | + 8 s           |
| 7e | Fiona Dutriaux         | France   | Poitou-Charentes.Futuroscope.86 | + 8 s           |
| 8e | Sofie De Vuyst         | Belgique | Futurumshop.nl-Zannata          | + 8 s           |
| 9e | Irene San Sebastián    | Espagne  | Bizkaia-Durango                 | + 8 s           |
| 10e | Annelies Dom           | Belgique | Futurumshop.nl-Zannata          | + 8 s           |

### Barème des points UCI
| Position           | 1er | 2e | 3e | 4e | 5e | 6e | 7e | 8e | 9e | 10e |
| Classement général | 40  | 30 | 16 | 12 | 10 | 8  | 6  | 3  | 2  | 1   |